# Trigonella strangulata
Trigonella strangulata — вид квіткових рослин родини бобових (Fabaceae).

## Біоморфологічна характеристика
Рослина слабо волосиста, переважно розгалужена від основи. Стебла висхідні чи прямовисні, 8–40 см. Прилистки ланцетно-загострені, цілокраї. Листочки ± голі, від обернено-яйцюватих до зворотно-серцеподібно-клинуватих, зубчасті, 7–13 × 4–11 мм. Квіток 4–8, утворюють нещільне остюкове суцвіття. Чашечка дзвоноподібна, 3 мм, зубці ланцетні, довжиною приблизно як трубка. Віночок яскраво-жовтий, 6–7 мм. Боби 10–25 × 2–3 мм, є дзьоб завдовжки 3–5 мм. Насіння від яйцюватого до довгастого, 2–2.5 × 1.5 мм, дуже дрібно горбисте.

## Поширення
Кіпр, Греція, Іран, Ірак, Ліван-Сирія, Південний Кавказ, Туреччина.
В Україні вид росте дуже рідко в Гірському Криму (південно-західна частина, околиці м. Балаклава Балаклавського району міста Севастополя).